# 達米安·韋恩
達米安·韋恩（英語：Damian Wayne）或 是一名出現於DC漫畫的虛構超級英雄角色，他是蝙蝠俠布魯斯·韋恩與刺客聯盟首領之女塔莉亞·奧·古所生的兒子，後來成為蝙蝠俠的助手、第五代的羅賓。
初次登場時還是個未被命名的嬰兒，登場於《蝙蝠俠：惡魔之子》（1987年），正式登場是在《蝙蝠俠》#655（2006年9月）。
在2013年，達米安·韋恩被IGN列為DC漫畫前五十位超級英雄的第二十五名。

## 人物
蝙蝠俠某次在追蹤一名恐怖分子時，和刺客聯盟的首領拉斯·奧·古相遇，由於該名恐怖分子是殺害拉斯·奧·古妻子的兇手，於是兩人便聯手。蝙蝠俠和拉斯·奧·古的女兒塔莉亞·奧·古之間有著很複雜的感情關係，在這次聯手的過程中使蝙蝠俠和塔莉亞之間的感情不斷升溫，塔莉亞更因此懷了蝙蝠俠的孩子。可是在行動中蝙蝠俠因為過於顧慮塔莉亞而多次遭遇危險，塔莉亞於是謊稱自己流產，蝙蝠俠也因此傷心離去回到高譚市。
塔莉亞之後產下一子，並命名為達米安。達米安從小就在外祖父拉斯·奧·古所率領的刺客聯盟中接受最嚴格的各種訓練，以求他在日後接任外祖父的位置成為刺客聯盟的新首領，不過在此同時，塔莉亞也教導兒子必須對從未謀面的父親蝙蝠俠感到敬畏，因為即使蝙蝠俠的行動與使命和刺客聯盟完全相反，蝙蝠俠仍然是個偉大的人。在某次事件中，拉斯·奧·古死去，達米安於是被意圖重整刺客聯盟內部勢力的母親託付給父親蝙蝠俠來照顧。
蝙蝠俠為了不讓達米安走上邪路，於是將他帶在身邊照顧，但是從小接受母親塔莉亞教育的達米安個性自大、暴力、邪惡，他和蝙蝠家族的成員都發生過衝突，因為達米安認為身為蝙蝠俠之子的他才是最有資格繼承蝙蝠俠位置的人，即便如此，達米安還是乖乖遵守了蝙蝠俠的要求不再殺人。
後來蝙蝠俠於最終危機事件中「死去」，因此受到打擊的達米安於是開著蝙蝠車出門亂逛，在差點成為殺手鱷食物時被夜翼所救。在夜翼迪克·格雷森繼任蝙蝠俠之名後，他將達米安收為新任羅賓，並與他一起打擊高譚市的罪犯。於迪克的教導下，達米安開始學會認同他人，總是無視他人生命的他也逐漸學會了何謂生命的價值。
迪克為了讓達米安認識更多朋友，而讓他加入少年悍將，但其個性很快地惹火了其他的成員，紅羅賓蒂姆·德雷克回到少年悍將後達米安就離開了。事後達米安為此向迪克道歉，心態也變得更加有忍耐心和同情心。

### 新52
新52重啟後，達米安的性情較重啟前更加溫和，與蝙蝠家族成員的相處也較好。和父親蝙蝠俠的關係也貼近正常的父子關係，並正式成為了父親蝙蝠俠的搭檔。
在蝙蝠俠群英會的連載中，達米安與父親蝙蝠俠聯手相抗其母塔莉亞所率領的邪惡組織利維坦，但在與自己的複製人交手時戰死。達米安的死亡一度令蝙蝠俠悲痛欲絕，甚至幹出了許多他平常不會做的舉動：如瘋狂地尋找復活的方法（像是詢問過許多他所認識的、並死過一次後又復活了的人）、解體黑暗正義聯盟的法蘭肯斯坦想找出其死後復甦的機制等等，幾乎把他認識的人都給弄到十分火大。最後蝙蝠俠至天啟星搶回了被偷走的達米安的遺體，並在那時透過了天啟星的神祕力量復活了達米安。

### DC重生
在2016年的“DC宇宙：重生”中，由于未来蝙蝠侠的故事被改到了主地球Earth-1，达米安的未来也发生了改变：由于年迈的布鲁斯·韦恩将蝙蝠侠的身份赐予泰瑞·麦金尼斯（Terry McGinnis），而达米安在那之前就回到了刺客联盟，且在拉斯·奧·古（「闪点事件」导致拉斯·奥·古复活）因病去世后正式担任起刺客联盟的首领。
領導現任少年泰坦，並與新任超級男孩兼超人之子強納森·肯特結為私人搭檔。

## 能力
達米安自幼就接受了刺客聯盟的教導，雖然年幼，但他的體能、敏捷與耐力都位在人類的巔峰。
於母親塔莉亞嚴格的教育下，達米安在帝王學、經濟學上等統治、管理勢力上必備的知識裡皆有出色成果；學識上在化學、物理、醫療、電子科技等等都有所得；武力上他精通各式各樣的武術，能熟練的拆卸、組裝各項常規武器並使用。於冷兵器的使用上更達到了大師的境界。
除此之外他也擅長刺客聯盟所教導的各種暗殺與殺人技巧，但在蝙蝠俠的嚴格要求下極少使用。
達米安曾於《蝙蝠俠群英會》的連載中一度身亡，復活後曾短暫擁有了超能力，包括自癒、超級速度以及飛行，不過之後這些能力消失了。

## 其他媒體

### 動畫電影
- 《蝙蝠俠之子》（2014年）：由史圖爾特·艾倫配音。
- 《蝙蝠俠VS羅賓》（2015年）：由史圖爾特·艾倫配音。
- 《蝙蝠俠：勢不兩立》（2015年）：由史圖爾特·艾倫配音。
- 《正義聯盟大戰少年悍將》（2016年）：由史圖爾特·艾倫配音。
- 《少年悍將： 猶大契約》（2017年）：由史圖爾特·艾倫配音。
- 《忍者蝙蝠侠》（2018年）：日語版由梶裕貴配音演出，英文版由尤里·洛文塔爾配音演出。
- 《超人之死》（2018年）：由史圖爾特·艾倫配音。

### 遊戲
- 《超級英雄：武力對決》：在平行世界中以夜翼身分出現[7]，由尼爾·麥克唐納配音。
- 《超級英雄：武力對決2》：以羅賓身分登場，個人結局顯示他最後繼承了蝙蝠俠的身分。由斯科特·波特配音[8]。

## 外部連結
Template:羅賓 (漫畫)
Template:少年泰坦